# Ikarus IK-2
Ikarus IK-2 – jednosilnikowy myśliwiec jugosłowiański z lat 30. XX wieku.

## Historia
Na początku lat trzydziestych XX wieku, Jugosłowianie odnosili wiele sukcesów na arenie międzynarodowej jako laureaci wystaw samolotowych, prezentując wysokie umiejętności.
W Jugosławii, tak jak i w innych państwach europejskich, dostrzeżono potrzebę budowy silnego lotnictwa myśliwskiego. Do tworzenia własnego myśliwca przystąpili dwaj młodzi inżynierowie Ljubomir Ilić (zbierał doświadczenia we francuskich szkołach aeronautycznych) i Kosta Sivčev (pracował we francuskich fabrykach Bréguet i Hispano-Suiza), którzy trafili do zespołu Jugosłowiańskich Królewskich Sił Powietrznych.
Wkrótce rozpoczęto realizację projektu, do którego m.in. użyto skrzydła Puławskiego. W ten sposób w 1935 roku zbudowano pierwszy prototyp IK-2. Prace trwały jeszcze do 1938 roku. Samolot wykazywał dobre właściwości w locie oraz wysoką prędkość. W Ikarusy wyposażono pułki lotnicze, jednak w 1941 roku podczas agresji III Rzeszy na Jugosławię samoloty te były już przestarzałe i nie mogły dorównać niemieckim myśliwcom Messerschmitt Bf 109.
Wyprodukowano 12 egzemplarzy tego samolotu. Podczas wojny samoloty uległy zniszczeniu, a ocalałe trzy egzemplarze oddano chorwackim ustaszom.

## Literatura
- William Green: War Planes of the Second World War, Volume Four: Fighters. London: MacDonald & Co.(Publishers) Ltd., 1961. Brak numerów stron w książce
- Zlatomir Grujic: Airforce of Serbia and Yugoslavia 1901-1994. Belgrade: Military book, 1997. Brak numerów stron w książce
- Šime I. Oštrić, Čedomir J. Janić: Ik Fighters (Yugoslavia: 1930-40s) Aircraft in Profile, Volume 13. Windsor: Profile Publications Ltd., 1973, s. 169-193.
- Janić Čedomir, O. Petrović: Short History of Aviation in Serbia. Beograd: Aerokomunikacije, 2010. Brak numerów stron w książce
- Јанић, Чедомир; О. Петровић: Век авијације у Србији 1910-2010 225 значајних летјелица. Београд: Аерокомуникације.(2010) ISBN 978-86-913973-0-2.
- Петровић, Огњан М. „Војни аероплани Краљевине СХС/Југославије (Део I : 1918 – 1930.)“ Лет - Flight (2/2000.).(YU-Београд: Музеј југословенског ваздухопловства) 2: стр. 21-84. ISSN 1450-684X.